# Dendrocoris arizonensis
Dendrocoris arizonensis är en insektsart som beskrevs av Barber 1911. Dendrocoris arizonensis ingår i släktet Dendrocoris och familjen bärfisar. Inga underarter finns listade i Catalogue of Life.